# Station Arrochar and Tarbet
Arrochar and Tarbet is een station van National Rail in Argyll and Bute in Schotland. Het station is eigendom van Network Rail en wordt beheerd door ScotRail. 